# Accademia di belle arti di Cuneo
L'Accademia di Belle Arti di Cuneo (ABA Cuneo), istituita nel 1992, è un polo di progettazione artistica legalmente riconosciuto.

## Storia
L'Accademia di Belle Arti fu istituita nel 1992.
Dal 2004 ha attivato i corsi triennali e biennali equiparati e corrispondenti alle lauree universitarie con indirizzo design, grafica, moda, multimediale e pittura.
La sede centrale dell'Accademia si trova nel pittoresco centro storico di Cuneo, capoluogo della Provincia Granda.
A Monte Carlo, nel Principato di Monaco, e a Milano sono presenti centri di rappresentanza dell'Accademia di Cuneo preposti all'organizzazione di sfilate di moda, mostre d'arte ed eventi per dare visibilità alle creazioni degli studenti.